# Saria (rzeka)
Saria – rzeka na Litwie, na Auksztocie, w dorzeczu Niemna, lewy dopływ Żejmiany. Рrzepływa przez teren Auksztockiiego Parku Narodowego (rejon święciański). Długość rzeki wynosi 27,9 km, powierzchnia dorzecza – 139 km². Średni przepływ wody przy ujściu wynosi 0,81 m³/s.
Rzeka ma swój początek 3 kilometry na południowy zachód od Święcian. Płynie w kierunku południowo-zachodnim. Przepływa przez jeziora Peršaukštis i Sariai. Przecina autostradę 102. Przepływa przez wieś Sariai, po czym zmienia kierunek na południe. Po trzech kilometrach rzeka ponownie skręca na zachód. We wsi Žirneliškė Saria wpada do Żejmiany.